# 336e division d'infanterie
La  336e division d'infanterie (en allemand : 336. Infanterie-Division ou 336. ID) est une des divisions d'infanterie de l'armée allemande (Wehrmacht) durant la Seconde Guerre mondiale.

## Historique
La 336e division d'infanterie est formée le 15 décembre 1940 dans le secteur de Bielefeld dans la Wehrkreis VI à partir des 61., 256. et 399. Infanterie-Division en tant qu'élément statique de la 14. Welle (14e vague de mobilisation).
Après sa formation et des fonctions de forces d'occupation et de sécurité en Belgique et en France dans la région du Havre et en Bretagne, la division est transférée sur le Front de l'Est en mai 1942.
En décembre 1942 elle est rattachée au XLVIII. panzerkorps dans le cadre de l'opération Wintergewitter et participe aux combats combats défensifs sur la Tchir.
Elle reçoit un renfort en personnel en novembre 1943 en absorbant des éléments de la 15. Luftwaffen-Feld-Division dissoute.
La division est détruite en mai 1944 à Sébastopol. Les éléments survivants qui ont été évacués depuis la Crimée sont utilisés pour reformer la Grenadier-Regiment 685 qui est assigné à la 294. Infanterie-Division.

## Organisation

### Commandants
| Date                               | Grade                  | Commandant            |
| ---------------------------------- | ---------------------- | --------------------- |
| 15 décembre 1940 - 1er mars 1942   | Generalleutnant        | Johann Joachim Stever |
| 1er mars 1942 - 1er juillet 1943   | General der Artillerie | Walther Lucht         |
| 1er juillet 1943 - 8 décembre 1943 | Generalmajor           | Wilhelm Kunze         |
| 8 décembre 1943 - 31 mai 1944      | Generalleutnant        | Wolf Hagemann         |

### Officiers d'opérations (Generalstabsoffiziere (Ia))
| Date                              | Grade          | Commandant          |
| --------------------------------- | -------------- | ------------------- |
| Décembre 1940 - Août 1941         | Major          | Erich von Michaelis |
| Août 1941 - ? 1942                | Oberstleutnant | Georg König         |
| 22 avril 1942 - 25 février 1943   | Oberst         | Rolf Wiese          |
| 25 février 1943 - 20 janvier 1944 | Oberstleutnant | Wilhelm Hofmann     |

## Théâtres d'opérations
- Allemagne : Décembre 1940 - Mars 1941
- Belgique et France : Mars 1941 - Mai 1942
- Front de l'Est secteur Sud : Mai 1942 - Mai 1943

## Ordre de bataille
1940
- Infanterie-Regiment 685
- Infanterie-Regiment 686
- Infanterie-Regiment 687
- Artillerie-Regiment 336
  - I. Abteilung
  - II. Abteilung
  - III. Abteilung
- Pionier-Bataillon 336
- Panzerjäger-Abteilung 336
- Nachrichten-Kompanie 336
- Versorgungseinheiten 336

1942
- Grenadier-Regiment 685
- Grenadier-Regiment 686
- Grenadier-Regiment 687
- Artillerie-Regiment 336
  - I. Abteilung
  - II. Abteilung
  - III. Abteilung
  - IV. Abteilung
- Pionier-Bataillon 336
- Panzerjäger-Abteilung 336
- Nachrichten-Abteilung 336
- Versorgungseinheiten 336

1943-1944
- Grenadier-Regiment 685
- Grenadier-Regiment 686
- Grenadier-Regiment 687
- Füsilier-Bataillon 336 (1)
- Artillerie-Regiment 336
  - I. Abteilung
  - II. Abteilung
  - III. Abteilung
  - IV. Abteilung
- Pionier-Bataillon 336
- Panzerjäger-Abteilung 336 (2)
- Nachrichten-Abteilung 336
- Feld-Ausbildungs-Bataillon 336
- Versorgungseinheiten 336